# Alexeni
Alexeni község és falu Ialomița megyében, Munténiában, Romániában. 

## Fekvése
A megye középső-nyugati részén található, a megyeszékhelytől, Sloboziatól, ötvenhat kilométerre nyugatra, a Ialomița folyó bal partján. A településtől északra található egy repülőtér. 

## Története
A 19. század közepén Ialomița megye Câmpul járásához tartozott és Alexeni illetve Pupăzeni falvakból állt, összesen 1583 lakossal. A község területén ekkor két templom és két iskola működött. 1925-ös évkönyv szerint Alexeni községe Urziceni járás része volt, 2050 lakossal és csupán Alexeni faluból állt. 
1950-ben a Ialomițai régió Urziceni rajonjának volt a része, majd 1952-ben a Bukaresti régióhoz csatolták. Az 1968-as új megyerendszerben Ilfov megye része lett. 1981-ben a községet ismét Ialomița megyéhez csatolták.

## Lakossága
| Nemzetiségek | 2002 | 2002   |
| ------------ | ---- | ------ |
| Románok      | 2502 | 99,92% |
| Romák        | 2    | 0,07%  |
| Összesen     | 2504 | 100,0% |

## Látnivalók
- „Sfântul Nicolae” templom - 1817-ben épült.